# Saint-André-d’Allas
Saint-André-d’Allas ist eine französische Gemeinde mit 885 Einwohnern (Stand 1. Januar 2022); sie liegt versteckt im Waldgebiet des Périgord noir wenige Kilometer von Sarlat-la-Canéda entfernt im Département Dordogne. Zur Kommune gehören die Weiler Saint-André und Allas-l’Évêque.

## Geschichte
Wie an vielen anderen Orten der Region gibt es auch nahe dem Weiler Allas Spuren früher Besiedlung. So wurden 1911 mehrere prähistorische Gräber in der Gegend entdeckt. Etliche kleine Felshöhlen im Tal Petite Beune wurden nicht nur in prähistorischen Zeiten genutzt, sondern dienten auch später bei den vielen kriegerischen Auseinandersetzungen in der Region dem Schutz der Bevölkerung. 
1825 wurden die beiden Weiler Saint-André und Allas durch königlichen Erlass zu einer Gemeinde vereinigt.
| Bevölkerungsentwicklung | Bevölkerungsentwicklung | Bevölkerungsentwicklung | Bevölkerungsentwicklung | Bevölkerungsentwicklung | Bevölkerungsentwicklung | Bevölkerungsentwicklung | Bevölkerungsentwicklung | Bevölkerungsentwicklung |
| ----------------------- | ----------------------- | ----------------------- | ----------------------- | ----------------------- | ----------------------- | ----------------------- | ----------------------- | ----------------------- |
| Jahr                    | 1962                    | 1968                    | 1975                    | 1982                    | 1990                    | 1999                    | 2009                    | 2016                    |
| Einwohner               | 393                     | 355                     | 351                     | 444                     | 529                     | 592                     | 772                     | 822                     |

## Sehenswürdigkeiten
Der Weiler Saint-André besteht aus etlichen alten Häusern, die sich um eine romanische Kirche mit einem Glockengiebel gruppieren. Das aus dem 14. Jahrhundert stammende und im 15. Jahrhundert teilweise erneuerte Gotteshaus war einst bedeutender Sitz eines Dekans. Es wurde 1926 als Monument historique eingestuft, ebenso wie der Kirchenbau und von Allas, Saint-Barthélemy aus dem 13. Jahrhundert.
Weitere Sehenswürdigkeiten in der Kommune sind die Cabanes du Breuil, eine Siedlung aus einem guten Dutzend Steinhütten (Bories) aus Trockenmauerwerk. Auch dies ist ein Monumet historique.

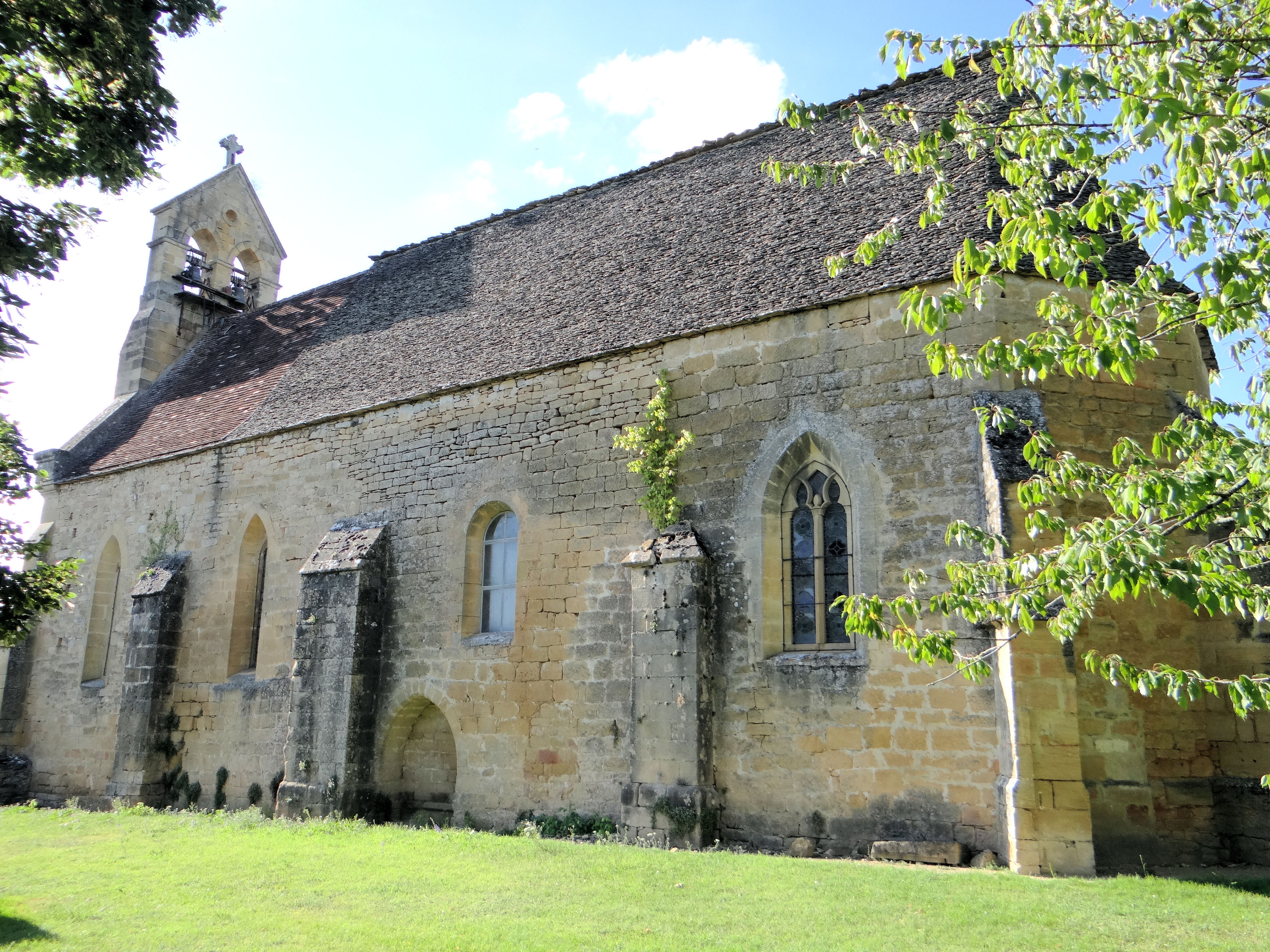
Kirche Saint-André
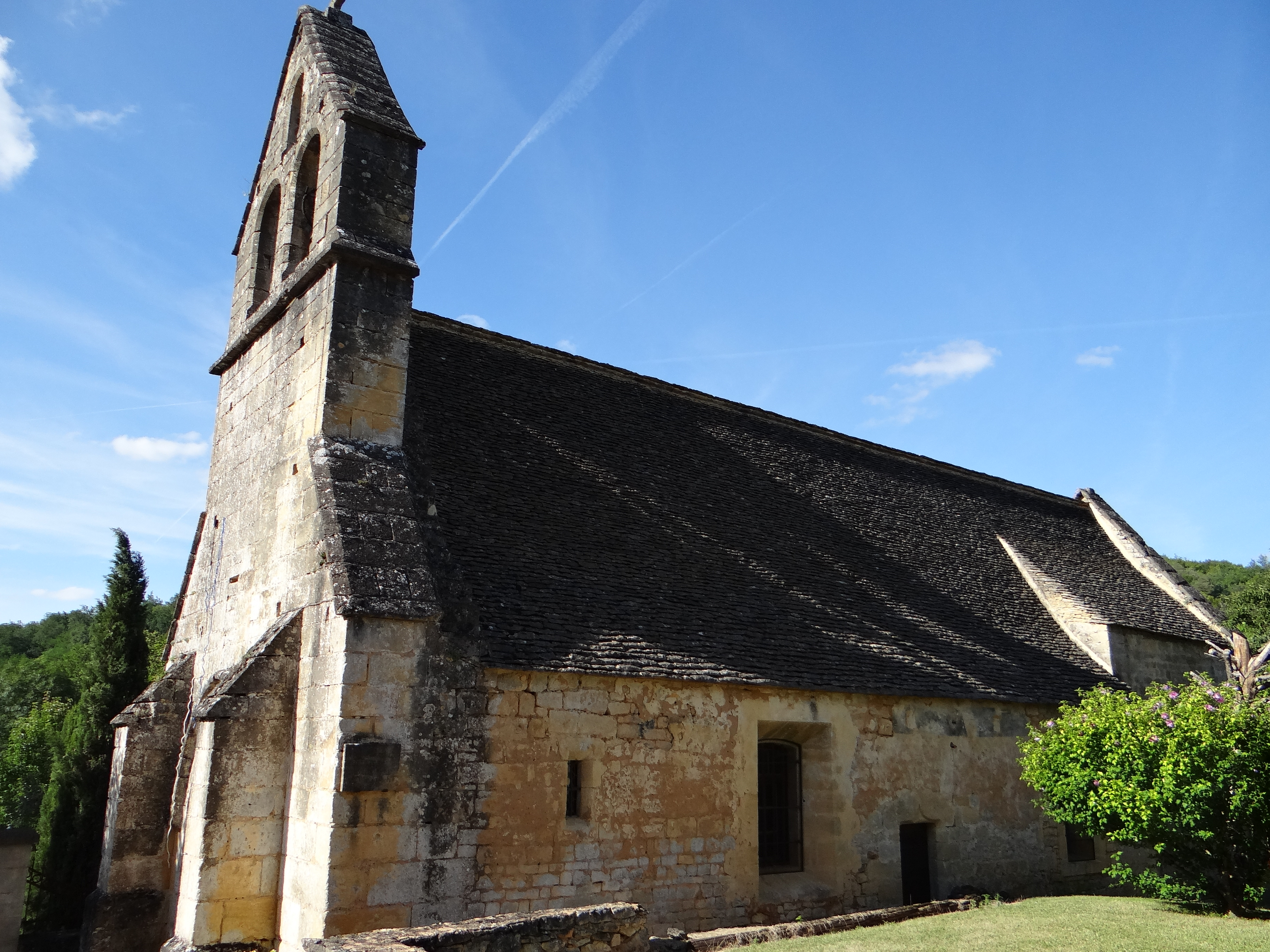
Kirche Saint-Barthélemy
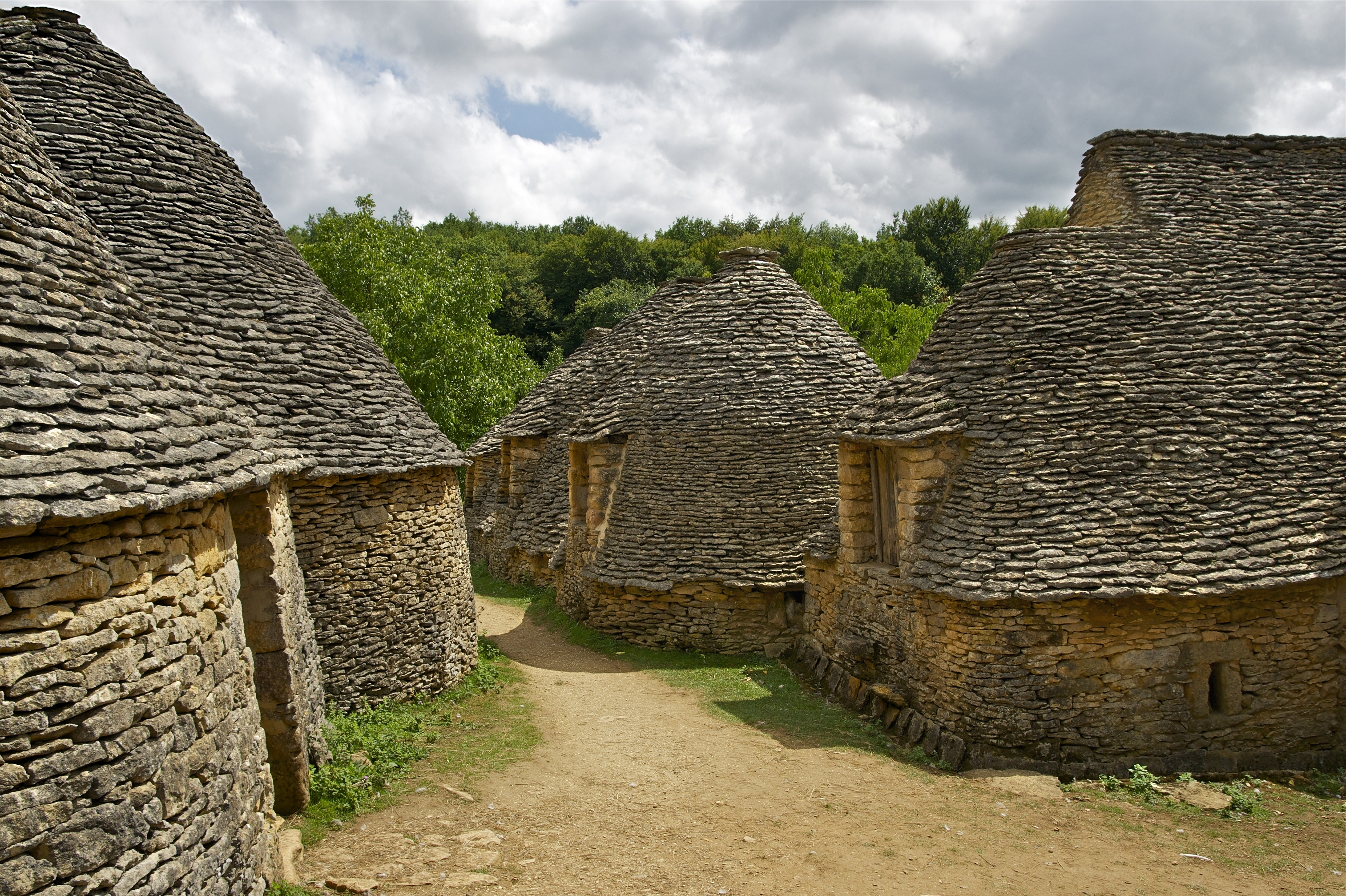
Cabanes du Breuil